# Samsung
Samsung Group (en hangul, 삼성; en hanja, 三星; romanización revisada, samseong/ pronunciado: samsʌŋ) o simplemente Samsung (estilizado como SΛMSUNG) es un conglomerado de empresas multinacionales con sede en Suwon, Corea del Sur. Se trata del mayor grupo empresarial surcoreano, con numerosas filiales que abarcan negocios como la electrónica de consumo, tecnología, finanzas, aseguradoras, construcción, biotecnología y sector servicios.
El grupo fue fundado en 1938 por el empresario Lee Byung-chul como una compañía de importación y exportación de productos, que posteriormente, expandiría su negocio a otros sectores. Desde entonces se ha convertido en un referente del modelo económico de grandes conglomerados (chaebol) que impulsó la transformación económica de Corea del Sur. A partir de la década de 1990 se produjo su expansión internacional a través de su rama de electrónica, en particular en electrodomésticos, teléfonos móviles y semiconductores.
Las empresas más importantes que controla son Samsung Electronics, que en 2009 se convirtió en la mayor empresa mundial de electrónica por ingresos; Samsung Heavy Industries, el segundo mayor constructor naval mundial; Samsung C&T, dedicada a la construcción civil; la aseguradora Samsung Life Insurance, y la agencia de publicidad Cheil Worldwide.
Samsung ha tenido una gran influencia en el desarrollo económico, político, mediático y cultural de Corea del Sur. Se estima que todas sus empresas afiliadas representan la quinta parte de las exportaciones del país, mientras que su ingreso representa el 17 % del producto interior bruto (PIB) nacional. Los ingresos de Samsung en 2019 son de 305 mil millones USD, en 2020 son de 107 mil millones USD y en 2021 son de 236 mil millones USD.

## Historia

### Nacimiento de Samsung

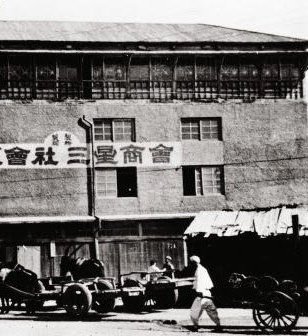
Primer edificio de Samsung Sanghoe en Daegu (1938).

Los orígenes del actual grupo Samsung se remontan al 1 de marzo de 1938. Ese día el empresario Lee Byung-chul (1910–1987) inauguró en Daegu una compañía de importación y exportación de productos perecederos a la que llamó Samsung Sanghoe (en coreano, «tres estrellas»). Durante el tiempo que Corea estuvo ocupada por Japón, el principal negocio fue la venta de pescado seco y frutas a Manchukuo. Al finalizar la Segunda Guerra Mundial, Corea recobró su independencia y Samsung prospera al ampliar su actividad al proceso de alimentos y fabricación de textiles.
En 1948, Lee formó una alianza con el empresario Cho Hong-jai para crear la filial Samsung Moolsan (actual Samsung C&T), dedicada al comercio y a la construcción. No obstante, la empresa establece su fundación oficial en 1951, cuando la alianza queda rota por desavenencias entre ambas partes; mientras Lee asume la marca Samsung, Cho fundaría una década más tarde el grupo Hyosung.
Durante la guerra de Corea, Lee huiría de Seúl para asentarse temporalmente en Busan y abrir allí la refinería de azúcar Cheil Jedang. La presencia de las tropas estadounidenses en el sur de la península le permitió reiniciar su actividad comercial. Al acabar el conflicto, se convertiría en uno de los empresarios clave al beneficiarse de numerosos contratos de obra pública durante el gobierno de Syngman Rhee.
Tras el ascenso al poder de Park Chung-hee en 1961, Samsung se convierte en uno de los principales conglomerados (chaebol) que sustentarían el sector privado en Corea del Sur. Según este plan económico, las empresas debían invertir en negocios estratégicos si querían beneficiarse de ayudas estatales, así que comenzaron por diversificarse en aseguradoras (1963) y componentes electrónicos (1969).

### Consolidación (1969–1993)

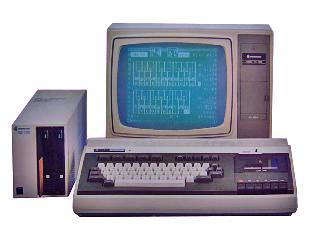
El SPC-1000 fue el primer ordenador personal de Samsung. Se puso a la venta en 1982 y empleaba casetes para guardar datos.

El 1 de noviembre de 1969, Samsung fundó en Suwon la que será su filial más afamada: Samsung Electronics, especializada en tecnología y electrónica. Gracias a un convenio con la nipona NEC Corporation comenzó a producir electrodomésticos y dispositivos audiovisuales, llegando a vender más de 10 millones de televisores a lo largo de la década de 1970. A partir de 1974, desarrollaría sus propios semiconductores al absorber Korea Semiconductor, uno de los pioneros en la fabricación de chips electrónicos, y en 1980 incursiona en las telecomunicaciones.
Además, en 1974, se establecen dos empresas importantes para el conglomerado: Samsung Heavy Industries, una de las mayores firmas de construcción naval del mundo, y la petroquímica Samsung Petrochemical (actual Hanwha Total). El desarrollo de estas actividades consolida a Samsung en el tercer chaebol en volumen de negocio, por detrás de Hyundai y Daewoo.
Lee Byung-chul mantuvo el control de Samsung hasta su muerte en 1987, siendo sucedido por su tercer hijo Lee Kun-hee. A lo largo de la década de 1990, el conglomerado fue dividido en cuatro grupos independientes para sus herederos: Samsung, Shinsegae (grandes almacenes), CJ Group (alimentación y entretenimiento) y Hansol (productos químicos). De este modo, Samsung se quedó con las divisiones más rentables: electrónica, construcciones y astilleros.

### Liderazgo en Corea (1993–2000)
En 1993, Lee Kun-hee anunció un cambio de estrategia que marcaría el futuro de Samsung. A pesar de que su división de electrónica era una de las más rentables, los consumidores internacionales percibían que los productos coreanos tenían menos calidad que los japoneses. Por esta razón, se desarrolló un plan para superar a Sony como el mayor fabricante mundial de electrónica, a través de investigación y desarrollo en nuevas líneas como la telefonía móvil, las memorias DRAM o las pantallas de plasma, en las que llegaría a ser pionero. El conglomerado también modernizó su imagen corporativa.
El otro pilar de Samsung fue su constructora, que en la década de 1990 asumiría las obras de tres de los rascacielos más importantes de Asia: la Torre 2 de las Torres Petronas en Kuala Lumpur (1993-1996), el Taipei 101 (1999-2004), y el Burj Khalifa en Dubái (2004-2010).
En comparación a otros conglomerados surcoreanos, Samsung pudo afrontar la crisis financiera asiática de 1997 sin demasiado impacto en sus cuentas. Junto a la división establecida por el fundador, Lee Kun-hee se había deshecho de sus filiales menos rentables años atrás. Por el contrario, sus rivales Hyundai y Daewoo se vieron obligadas a una reestructuración completa por su deuda, lo cual supuso que Samsung se convirtiera en la empresa más grande de Corea del Sur.
No obstante, la empresa vio frustrado su intento de incursionar en el sector del automóvil. En 1994 se había anunciado la creación de Samsung Motors, con utilitarios y vehículos comerciales bajo la asistencia de Nissan. La venta de los primeros modelos coincidió con el estallido de la crisis asiática, por lo que la filial vendió el 36,8 % de sus acciones a Renault en 1999. El acuerdo convirtió a la automotriz francesa en la accionista más importante y se hizo con el 70 % de la rama de utilitarios, que pasaría a llamarse Renault Samsung Motors, mientras que los vehículos comerciales dejaron de fabricarse.

### Situación actual
Con la llegada del siglo XXI, Samsung se ha consolidado como la empresa más importante de Corea del Sur en volumen de negocio, en parte gracias a su división electrónica. Samsung Electronics se convirtió en 2012 en el mayor fabricante mundial de telefonía móvil al superar a Nokia, que lideraba el mercado desde 1998. Además la dirección anunció el aumento en diez años de las inversiones en biofarmacia, biotecnología y relojes inteligentes, así como un nuevo cuartel general en Silicon Valley.
Samsung fue reconocida por Booz & Co. y Boston Consulting Group en 2013 como la segunda empresa más innovadora del mundo, por detrás de Volkswagen, luego de aumentar un 15 % las partidas de I+D+i.
La empresa ha asumido dos crisis recientes en octubre de 2016. Por un lado, la guerra de pleitos entre Samsung Electronics y Apple por una presunta violación de patentes en teléfonos inteligentes. Y por otro lado, se vieron obligados a retirar del mercado todos los terminales Samsung Galaxy Note 7 por un fallo de fabricación.
En abril de 2018, el expresidente surcoreano Lee Myung-bak fue inculpado por la Fiscalía de una serie de delitos, entre ellos haber aceptado presuntamente un soborno de Samsung para que indultara a Lee Kun-hee, presidente de Samsung Group, condenado por evasión de impuestos.
En 2023, la Reseña Anual del sistema de Madrid (Madrid Yearly Review), a cargo de la Organización Mundial de la Propiedad Intelectual, situó a Samsung en el puesto 27 a nivel mundial mundial conforme al número de solicitudes de marca presentadas en el marco del Sistema de Madrid, con 35 solicitudes internacionales de marca presentadas durante dicho año.Sin embargo, ese mismo año fue el segundo lugar en número de aplicaciones de patentes conforme al PCT con 3,924 aplicaciones presentadas.

## Imagen corporativa

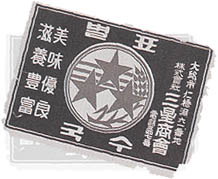
1938-1960
1960-1969
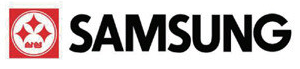
1969-1980
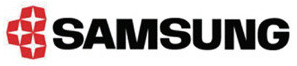
1980-1993
1993-2013
Desde 2013

## Empresas
El grupo Samsung está formado por más de 80 empresas entre filiales, subsidiarias y firmas participadas. La rama de negocio más conocida es su división de tecnología y electrónica (Samsung Electronics), aunque también mantiene negocios en el sector financiero, biotecnológico, sanidad, comercio, sector servicios, construcción naval y construcción civil. La suma de todas esas actividades representa por sí sola cerca del 20 % del producto interno bruto de Corea del Sur.

### Filiales y subsidiarias
| Nombre                             | Actividad                                                       |
| ---------------------------------- | --------------------------------------------------------------- |
| Tecnología y electrónica           |                                                                 |
| Samsung Electronics                | Electrónica de consumo Telefonía móvil Componentes electrónicos |
| Samsung SDI                        | Baterías eléctricas                                             |
| Samsung Electro-Mecanichs          | Componentes pasivos Semiconductores Módulos de control          |
| Samsung SDS                        | Tecnologías de la información                                   |
| Samsung Display                    | Visualizadores y monitores                                      |
| Samsung Corning Advanced           | Diodos OLED                                                     |
| Finanzas                           |                                                                 |
| Samsung Life Insurance             | Compañía de seguros (vida)                                      |
| Samsung Fire & Marine Insurance    | Compañía de seguros (no vida)                                   |
| Samsung Card                       | Tarjetas de crédito                                             |
| Samsung Securities                 | Servicios financieros                                           |
| Samsung Asset Management           | Gestión de activos                                              |
| Samsung Venture Investment         | Inversiones                                                     |
| Allat                              | Sistema de pago electrónico                                     |
| Industria pesada y construcción    |                                                                 |
| Samsung Heavy Industries           | Construcción naval Maquinaria industrial Parques eólicos        |
| Samsung C&T                        | Construcción civil                                              |
| Samsung Engineering                | Ingeniería                                                      |
| Biotecnología                      |                                                                 |
| Samsung Biologics                  | Biofarmacia                                                     |
| Samsung Bioepis                    | Productos farmacéuticos                                         |
| Samsung Medison                    | Equipos médicos                                                 |
| Servicios                          |                                                                 |
| Samsung C&T                        | Importación y exportación Moda Estaciones turísticas            |
| Cheil Worldwide                    | Publicidad Mercadotecnia Relaciones públicas                    |
| Everland                           | Parques de atracciones                                          |
| S-1 Corporation                    | Seguridad privada                                               |
| SERI                               | Instituto de investigación Think tank                           |
| Shilla                             | Hoteles                                                         |
| Samsung Welstory                   | Distribución de alimentos                                       |
| Educación y sanidad                |                                                                 |
| Centro Médico Samsung              | Hospital universitario                                          |
| Clubes deportivos (Samsung Sports) |                                                                 |
| Samsung Lions                      | Béisbol                                                         |
| Suwon Samsung Bluewings            | Fútbol                                                          |
| Seoul Samsung Thunders             | Baloncesto                                                      |
| Yongin Samsung Blueminx            | Baloncesto femenino                                             |
| Daejeon Samsung Bluefangs          | Voleibol                                                        |
| Samsung Galaxy                     | Deportes electrónicos                                           |

### Sociedades participadas
- Renault Samsung Motors — 19,9 % (automóviles, propiedad del grupo Renault)
- DGB Financial Group — 7,7 % (banco)
- Pantech — 10 % (telefonía móvil)
- Rambus — 4 % (RDRAM)
- Seagate — 10 % (discos duros)
- Sungjin Geotec — 10 % (extracción de petróleo, propiedad de POSCO)
- Wacom — 5 % (electrónica de consumo)

### Grupos relacionados
Los siguientes conglomerados ya no forman parte de Samsung, pero décadas atrás formaron parte del mismo y estuvieron controlados por los hijos del fundador Lee Byung-chul.
- CJ Group — fundado en 1953 como la refinería de azúcar Cheil Jedang, actualmente es un conglomerado de empresas en los sectores de alimentación (CJ CheilJedang), restauración (CJ Foodville), entretenimiento (CJ Entertainment), farmacia (CJ Healthcare) y medios de comunicación (Mnet). CJ se desligó de Samsung en 1993.
- JoongAng Media — grupo de medios de comunicación que controla el diario JoongAng Ilbo, el canal de televisión JTBC y numerosas revistas. El origen del conglomerado se encuentra en el extinto canal de televisión TBC (1964-1980), expropiado durante el gobierno de Chun Doo-hwan. Samsung fue propietario de JoongAng hasta 1999.
- Hansol — empresa dedicada a la fabricación de papel y a la biotecnología. Fue fundada en 1965 y es independiente desde 1991.
- Shinsegae — grupo de grandes almacenes establecido en Corea del Sur. Aunque la marca fue fundada en 1963, está basada en la primera tienda departamental de la península que fue inaugurada en 1930 y adquirida por Lee quince años después. Desligada de Samsung desde 1991, gestiona centros comerciales (Shinsegae) y supermercados (E-mart). El Centum City de Busan, inaugurado en 2009, está considerado el mayor gran almacén del mundo.

## Controversia

### Escándalo financiero
En 2007, uno de los abogados de Samsung denunció que el grupo mantuvo fondos reservados para presuntas operaciones de sobornos y fabricación de pruebas en Corea del Sur. El presidente surcoreano Roh Moo-hyun tuvo que abrir una comisión de investigación a instancias de la Asamblea Nacional, no sin reticencias. A pesar de que la empresa negó tales acusaciones en un principio, se demostraría la existencia del fondo con más de 4600 millones de dólares en diferentes cuentas bancarias. El presidente de la compañía, Lee Kun-hee, presentó su dimisión y en julio de 2008 fue condenado por evasión de impuestos, aunque pudo evitar la cárcel porque pagó 45 millones de dólares como compensación antes del juicio.
El siguiente presidente de Corea del Sur, Lee Myung-bak, le concedió el indulto un año más tarde. En 2018 la Fiscalía surcoreana le imputó un posible delito de corrupción al haber aceptado un presunto soborno del entorno de Lee Kun-hee.

### Juicios de Apple contra Samsung
A lo largo de la década de 2010 se han producido una serie de demandas judiciales entre Apple Inc. —fabricantes del iPhone y del iPad— y Samsung. En abril de 2011, Apple les había demandado por presunta violación de patentes en el diseño de los terminales Samsung Galaxy (teléfonos inteligentes) y Samsung Galaxy Tab (tabletas), tales como deslizar para desbloquear o la autocorrección. Un mes más tarde, la compañía surcoreana respondió con otra demanda en los mismos términos, además de reclamar que los norteamericanos usaban tecnología de su propiedad. La lucha judicial de ambas empresas conllevó numerosos pleitos en más de 50 países, así como intentos de bloqueo comercial, que motivaron la intermediación de la Dirección General de Competencia de la Unión Europea y de la Comisión Internacional de Comercio de los Estados Unidos. En agosto de 2012, un tribunal de California (Estados Unidos) dio la razón a Apple y obligó a Samsung Electronics a pagar 450 millones de dólares, si bien no prohibió la venta de los terminales. Dicha sentencia fue ratificada en 2016. No obstante, ambas partes llegaron en 2014 a un acuerdo para abandonar las disputas en otros países.